# Brasserie De Halve Maan
La Brasserie De Halve Maan (en néerlandais : Brouwerij De Halve Maan) est une brasserie belge située dans le centre historique de Bruges en province de Flandre-Occidentale. Elle est aussi connue sous le nom de Brasserie ou Brouwerij Henri Maes. Elle produit principalement les bières Brugse Zot et Straffe Hendrik.

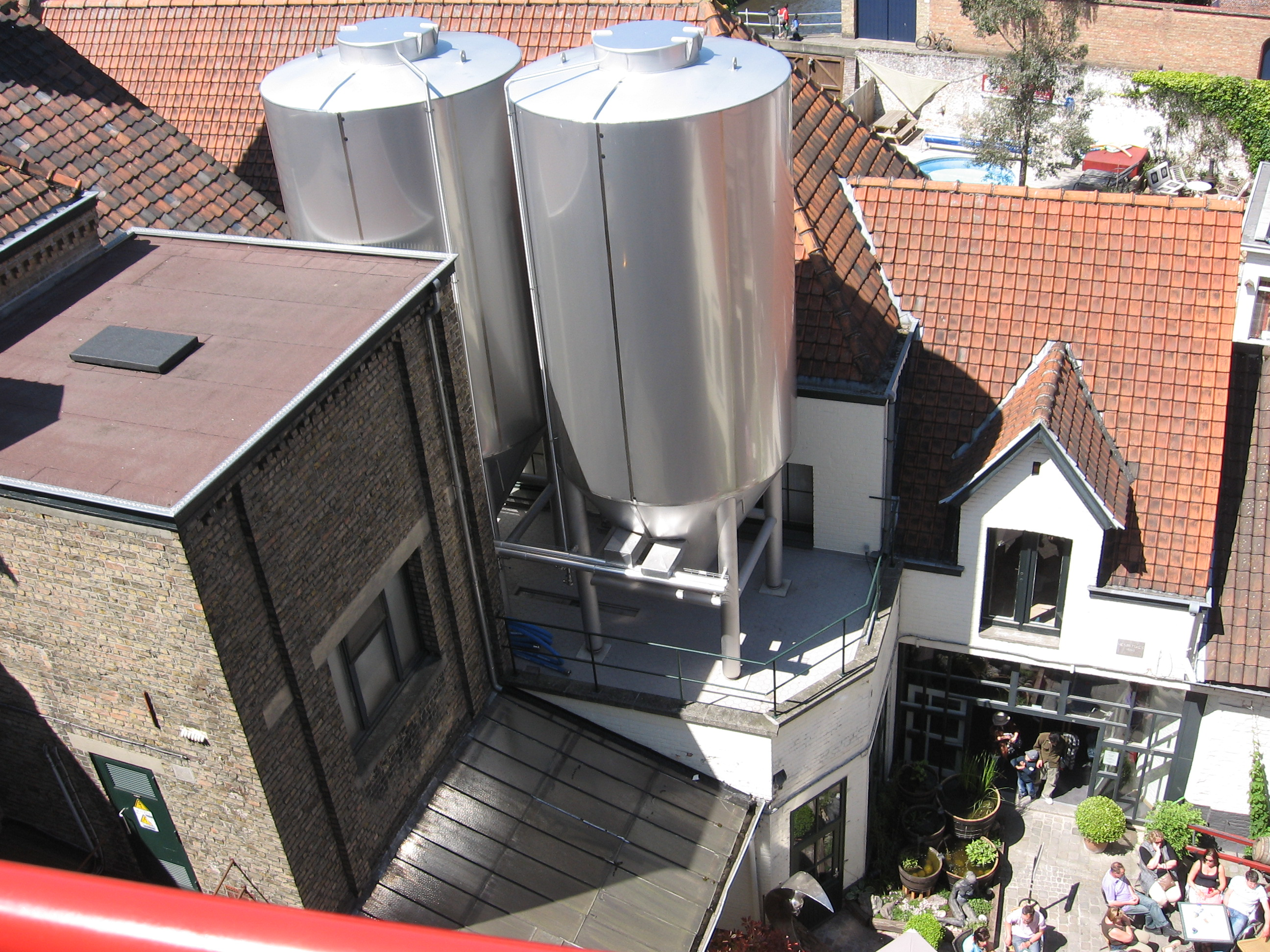
Brasserie De Halve Maan

## Histoire
La présence d'une brasserie appelée Die Maene, située sur la Walplein est mentionnée en 1564 sur un registre de la ville de Bruges.
En 1856, Henri (Léon) Maes fonde à cet endroit la brasserie De Halve Maan (signifiant en français : La Demi Lune) avec l'appui de son oncle le chanoine Petrus-Johannes Maes. Dans des installations modernes pour l'époque, Henri Maes brasse une bière artisanale, trouble et acide de fermentation haute. Au décès de leur père en 1867, les fils Henri (II) et Achère reprennent l'entreprise familiale. Henri se rend en Angleterre pour apprendre de nouvelles techniques de brassage. En outre, il installe dans l'entreprise une malterie et une touraille qui est un four à sécher le malt vert. Les deux frères décèdent relativement jeunes. Leurs veuves poursuivent l'activité brassicole. En 1919, le fils Henri (III) Maes prend les commandes de la brasserie. Il voyage en Allemagne pour se familiariser au brassage des bières à fermentation basse et commence à produire dans les années 1930 une bière de type bock qui rencontre rapidement un franc succès. Après la Seconde Guerre mondiale, la production de bières diminue et la brasserie distribue aussi des sodas. La brasserie s'agrandit en acquérant en 1946 la brasserie Zeehaven située à côté. En 1950, Henri (IV) Maes succède à son père tout en continuant le brassage et la distribution. 
En 1981, Véronique Maes, en collaboration avec son père, crée à l'occasion de l'inauguration d'une statue de Saint Arnoult, le patron des brasseurs, la bière Straffe Hendrik (Hendrik est l'équivalent de Henri en hommage aux quatre Henri qui ont dirigé la brasserie). Cette bière ne sera toutefois pas produite à cette époque à la brasserie mais à la brasserie Riva de Dentergem qui en achète les droits. En 1997, des travaux sont entrepris avec la construction de salles de réception. Mais la production de bières diminuant constamment, l'entreprise arrête de brasser en 2002. Pas pour longtemps car, en 2005, Xavier Vanneste, le fils de Véronique Maes et représentant la sixième génération de brasseurs, installe de nouvelles cuves, reprend le brassage et lance une nouvelle bière baptisée Brugse Zot (traduit par Sot brugeois) qui devient rapidement la bière la plus populaire de la ville de Bruges. Le musée de la bière, autrefois à la brasserie De Gouden Boom, vient s'installer au sein de la brasserie. En 2008, la brasserie récupère les droits de sa bière d'origine Straffe Hendrik qu'elle se remet à brasser et étoffe la gamme d'une bière forte appelée Straffe Hendrik Quadrupel dès 2010.
La brasserie fait partie de l'association Belgian Family Brewers. Elle est la dernière brasserie de production du centre historique de Bruges.

## Pipeline
Depuis 2010, la brasserie se compose de deux sites : le brassage a toujours lieu sur la Walplein dans le centre historique de Bruges mais l'embouteillage se pratique dans le parc industriel de Waggelwater situé au nord-ouest de la ville.
Les deux sites de la brasserie distants d'environ 3 km engendrent un transport de la bière par camions. Ceux-ci doivent emprunter certaines rues étroites et typiques du centre historique de Bruges. Pour mettre fin à ce charroi d'environ 500 camions par an, il a été décidé en 2014 de construire sous la vieille ville un pipeline - parfois dénommé biéroduc - où coulera la bière fraichement brassée depuis la brasserie sur la Walplein vers le site de Waggelwater. Une partie (250 000 €) du financement des travaux  est participatif, les investisseurs étant payés pendant plusieurs années en bières Brugse Zot suivant l'importance de leur contribution. Les travaux ont débuté en décembre 2015 et le pipeline est mis en fonction le 16 septembre 2016.

## Visite
Avec environ 100 000 visiteurs par an reçus quotidiennement, la brasserie et le musée de la bière comptent parmi les lieux les plus fréquentés du centre historique de Bruges. La brasserie est bâtie en brique et sa façade comprend deux pignons à échelons caractéristiques de l'architecture flamande. Elle est située sur la Walplein, une petite place pavée et arborée où les terrasses de café se succèdent. Le site du Béguinage de Bruges se trouve à une bonne centaine de mètres.

## Bières
La brasserie produit cinq bières :

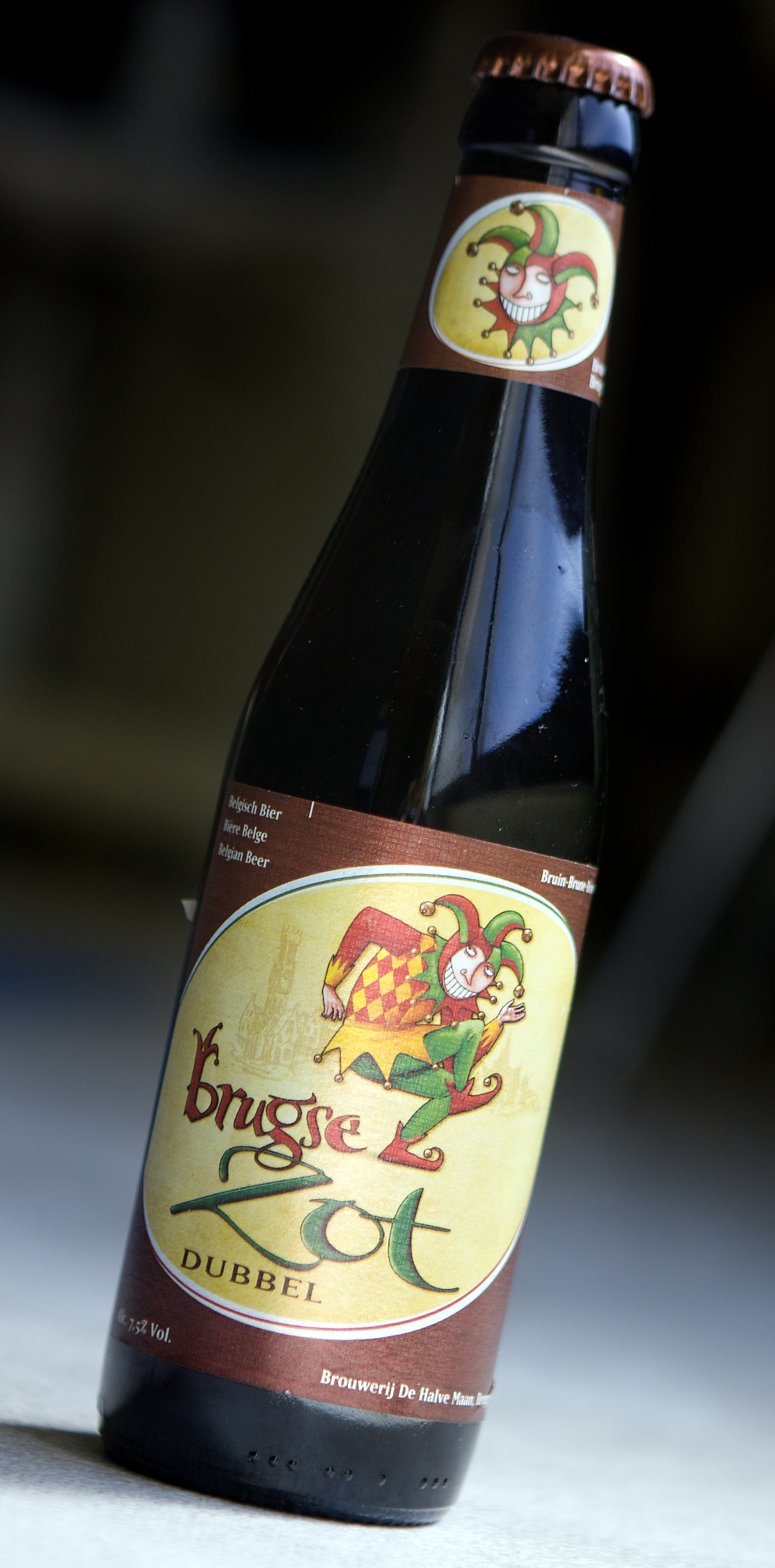
Brugse Zot Dubbel

- Brugse Zot, une bière blonde titrant 6 % en volume d'alcool créée en 2005
- Brugse Zot Dubbel, une bière brune titrant 7,5 % en volume d'alcool
- Brugse Bok, une bière de type bock titrant 6,5 % en volume d'alcool créée en 2008
- Straffe Hendrik, une bière blonde triple titrant 9 % en volume d'alcool créée en 1981
- Straffle Hendrik Wilde, une bière Blonde triple titrant 9 % issues d'une levure sauvage
- Straffe Hendrik Quadrupel, une bière noire titrant 11 % en volume d'alcool créée en 2010